# HX006ZT
HX006ZT（エイチエックスぜろぜろろくズィーティー）は、中興通訊 (ZTE) によって開発された、ウィルコムによるMVNO・WILLCOM CORE 3G (HSDPA/HSUPA) 対応のUSB接続型データ通信端末。

## 概要
コンシューマ向けとしては2機種目となる、WILLCOM CORE 3G対応端末。HSUPA5.7Mbpsに対応させている。外観はHX003ZTとほぼ同じである。

## 仕様（テンプレート外）
- 通信速度
  - パケット通信（FOMAハイスピードエリア） : 送信最大 5.7 Mbps / 受信最大 7.2 Mbps
  - パケット通信（FOMAエリア） : 送受信最大 384 kbps
- 対応OS（各日本語版）
  - Windows XP Home Edition Service Pack2 以降
  - Windows XP Professional Service Pack2 以降
  - Windows Vista SP1以降（32ビット版 / 64ビット版）
  - Windows 7（32ビット版 / 64ビット版）※ファームのアップデートを要する
  - Mac OS X（10.4.11~10.6 インテル製CPU搭載機のみ対応）
- 対応エリア（日本国内）
  - FOMAハイスピードエリア
  - FOMAサービスエリア
  - FOMAプラスエリア

## 歴史
- 2010年4月22日 - 発売開始